# Samuel Fernández (wielrenner)
Samuel Fernández García (Pola de Siero, 11 juli 2003) is een Spaans wielrenner die in 2024 prof werd bij Caja Rural-Seguros RGA.

## Carrière
In zijn jaren als junior en belofte behaalde Fernández meerdere overwinningen en ereplaatsen in het Spaanse amateurcircuit. Daarnaast won hij, op UCI-niveau, in 2022 een 25,4 kilometer korte bergetappe in de Ronde van de Isard.
In 2024 werd Fernández prof bij Caja Rural-Seguros RGA, dat hem overhevelde vanuit hun opleidingsploeg. Zijn eerste wedstrijdkilometers van het seizoen maakte hij in de Ronde van Murcia, die hij niet uitreed.

## Overwinningen
2022
3e etappe Ronde van de Isard

## Resultaten in voornaamste wedstrijden
|      | \| Jaar \| Clásica San Sebastián \| \| ---- \| --------------------- \| \| 2025 \| 86e \| |
| Jaar | Clásica San Sebastián                                                                     |
| 2025 | 86e                                                                                       |

## Ploegen
- 2024 –  Caja Rural-Seguros RGA
- 2025 –  Caja Rural-Seguros RGA

Arriola-Bengoa · Aular · Babor · Balderstone · Barceló · Bárta · Berwick · Cepeda · Etxeberria 
· Fernández · González · Guardeño · Hailemichael · Johnston · Leitão · López · Murguialday · Nicolau · Prades ·Schlegel · Silva · Sorarrain · Díaz (stagiair) · Ibáñez (stagiair)